# Mitsubishi Pajero Sport
Le Mitsubishi Pajero Sport est un 4x4 produit par Mitsubishi Motors depuis 1996. Une seconde génération est sortie fin 2008 sur la base du Mitsubishi L200.

## Première génération
La production du Mitsubishi Pajero Sport a commencé au Japon en 1996. Il était disponible sur la plupart des marchés d'exportation à partir de 1997, où il a été diversement connu comme le Challenger, Pajero Sport en Europe, Montero Sport en Amérique du Nord, Amérique du Sud et Philippines, Nativa dans certaines parties de l'Amérique centrale et le Moyen-Orient, Shogun Sport au Royaume-Uni.
La première génération du Pajero Sport était construit sur la base du Pajero de deuxième génération. Comme le Pajero, il présente une suspension avant indépendante avec barres de torsion et un essieu arrière en direct.
Vu sa popularité, il est introduit en Chine en 2003, et au Brésil en 2006. Les ventes ont été abandonnées au Japon en 2003, en Amérique du Nord en 2004 et en Europe centrale et de l'Ouest en 2008.

## Deuxième génération
Le Mitsubishi Pajero Sport, ou Challenger en Australie, de deuxième génération, est un SUV vendu en Russie, en Asie et en Australie. Il fut présenté lors du Salon automobile de Moscou en 2008. Il est basé sur le Mitsubishi L200.

## Troisième génération
Le futur Mitsubishi Pajero Sport sera lancé en 2016 et sera basé sur le Mitsubishi L200 de 2015.